# Аарон Крус
Аарон Крус (ісп. Aarón Cruz; нар. 25 травня 1991, Кесада) — костариканський футболіст, воротар клубу «Ередіано» та національної збірної Коста-Рики. Виступав також за клуб «Сапрісса».

## Клубна кар'єра
Аарон Крус народився 1991 року в місті Кесада. Займався у школі мексиканського футбольного клубу «Сантос Лагуна». У професійному футболі дебютував 2010 року виступами за команду «Сан-Карлос», в якій грав до 2012 року, взявши участь у 10 матчах чемпіонату. У 2012 році Крус несподівано оголосив про завершення футбольної кар'єри, проте в 2015 році поновив футбольну кар'єру, повернувшись до клубу «Сан-Карлос». У 2015 році футболіст перебував у складі команди «Перес Селедон», проте вже за короткий час перейшов до клубу «Універсідад де Коста-Рика», в якому грав до 2017 року. З 2017 до 2023 року Аарон Крус грав у складі команди «Сапрісса», в якій був основним воротарем. З 2023 року Крус захищає ворота клубу «Ередіано».

## Виступи за збірні
У 2011 року Аарон Крус залучався до складу молодіжної збірної Коста-Рики. На молодіжному рівні зіграв у 5 офіційних матчах, пропустив 4 голи.
У 2022 році Крус дебютував в офіційних матчах у складі національної збірної Коста-Рики. У складі збірної був учасником розіграшу Кубка Америки 2024 року у США. Станом на листопад 2024 року зіграв у складі збірної 4 матчі.